# Fernando Xavier
Fernando Xavier (* 15. August 1947 in Ainaro, Portugiesisch-Timor; † 19. März 2023 in Osttimor), Kampfname Mauforu, war ein osttimoresischer Unabhängigkeitsaktivist.
Während der Zeit der indonesischen Besatzung war Xavier Teil der Unabhängigkeitsbewegung. 1975 trat er der FALINTIL bei, dem militärischen Arm des osttimoresischen Widerstands. Hier war er zunächst Kommandant einer Kompanie, ab Oktober 1993 Sekretär der Unabhängigkeitsbewegung in der Subregion Ainaro. Zweimal kam Xavier in indonesische Haft, zwischen Januar 1979 und Dezember 1987 und zwischen Januar 1989 und September 1993.
Nach dem Abzug der Indonesier war Xavier 2001 einer der Gründer der Partido Democrático (PD). Bei den Parlamentswahlen in Osttimor 2001 trat Xavier als Kandidat der PD an für den Regionalabgeordneten von Ainaro. Xavier erhielt 1527 Stimmen (8,7 %), Sieger war Mário Ferreira von der FRETILIN mit 34,6 %.
Am 28. November 2006 erhielt er den Ordem Nicolau Lobato, eine Auszeichnung für zivile Angehörige des Unabhängigkeitskampfes gegen Indonesien. Bei seinem Tode wurde Xavier von Premierminister Taur Matan Ruak als „unermüdlicher Verfechter der nationalen Selbstbestimmung“ gewürdigt.